# Andrzej Jazowski
Andrzej Jazowski ps. „Jurek” (ur. 6 września 1913 w Lipnicy Wielkiej, zm. 31 stycznia 1947 w Wadowicach) – pedagog, działacz Związku Harcerstwa Polskiego, członek Tajnej Organizacji Wojskowej, podporucznik Armii Krajowej, dowódca oddziału partyzanckiego „Limba”, zastrzelony przez funkcjonariuszy UB.

## Życiorys
Andrzej Jazowski był piątym dzieckiem Andrzeja i Petroneli z Łaciaków, gospodarzy z Lipnicy Wielkiej na Orawie. Dzięki funduszowi stypendialnemu dla młodzieży orawskiej ukończył seminarium nauczycielskie w Warszawie. Przez pewien czas był instruktorem harcerskim w Krakowie, w 1938 roku został mianowany dyrektorem nowo utworzonej polskiej szkoły w anektowanej Suchej Górze Orawskiej. 

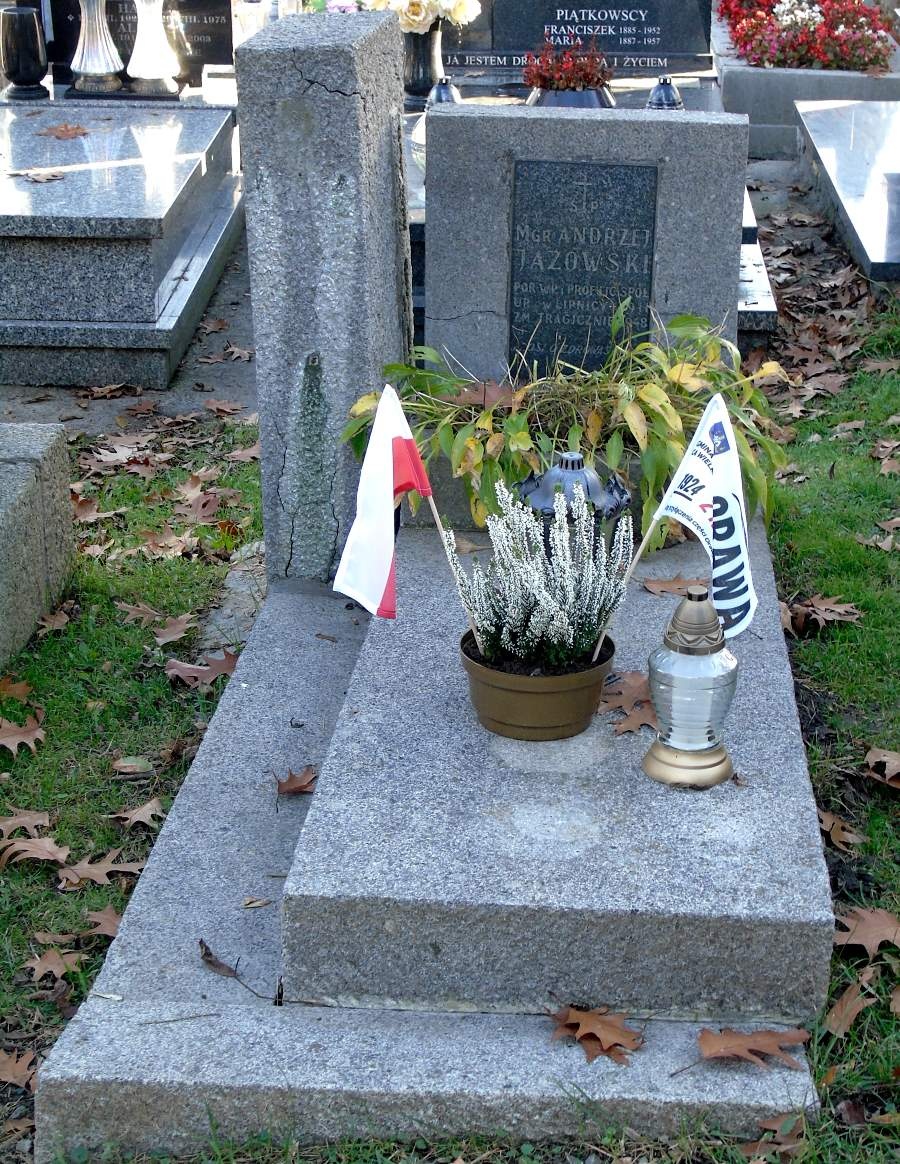
Grób Andrzeja Jazowskiego na cmentarzu Salwatorskim w Krakowie (sektor SC10-1-2), 24 października 2022

### II wojna światowa
W sierpniu 1939 roku zgłosił się jako ochotnik do Wojska Polskiego i wziął udział w działaniach kampanii wrześniowej. Dostał się do niewoli radzieckiej, z której udało mu się zbiec i powrócić do Lipnicy Wielkiej wiosną 1940 roku.
Jako członek Tajnej Organizacji Wojskowej zaangażował się w działalność konspiracyjną na Orawie i Słowacji, pełniąc funkcje wywiadowcy i kuriera. Między innymi prowadził rozpoznanie niemieckich prac fortyfikacyjnych w rejonie Orawskiej Półgóry, współpracując przy tym prawdopodobnie ze słowackimi antyfaszystami. Organizował również na Orawie sieć punktów przerzutowych dla kurierów z kraju przez Słowację do Budapesztu. W drugiej połowie 1943 roku współorganizował orawski oddział partyzancki „Limba”, podlegający Dowództwu Obwodu Nowy Targ. Pierwszym dowódcą został drugi z jego twórców, Andrzej Pilch, w końcowym okresie wojny zastąpiony przez podporucznika Andrzeja Jazowskiego. We wrześniu 1944 roku oddział ten uratował sześciu amerykańskich lotników z zestrzelonego nad Jabłonką Orawską samolotu bombowego Boeing B-17 Flying Fortress, poza tym zajmował się między innymi dywersją i atakami na posterunki słowackiej straży granicznej oraz Gwardii Hlinki, ubezpieczaniem tras kurierskich i punktów przerzutowych.

### Okres powojenny
Po przejściu frontu Andrzej Jazowski brał udział w organizacji polskich władz i pierwszych posterunków milicji w Lipnicy Wielkiej i Nowym Targu. Pełnił funkcję wicestarosty nowotarskiego, odpowiedzialnego za sprawy Spisza i Orawy. Razem z Piusem Jabłońskim doprowadzili w maju 1945 roku do otwarcia gimnazjum i liceum w Nowym Targu. W 1946 roku ukończył w Krakowie studia magisterskie w zakresie wychowania fizycznego. Został zastrzelony 31 stycznia 1947 roku na dworcu kolejowym w Wadowicach przez funkcjonariuszy Urzędu Bezpieczeństwa. Według oficjalnej wersji stanął w obronie studentek, jadących pod jego opieką na obóz narciarski w Beskidach, napastowanych przez trzech pijanych funkcjonariuszy, którzy zostali za ten czyn skazani na 25, 15 i 5 lat więzienia. Według wersji nieoficjalnej poniósł śmierć podczas ucieczki po próbie aresztowania, prawdopodobnie w związku z prowadzoną działalnością polityczną. Został pochowany w cichym pogrzebie na Cmentarzu Salwatorskim (sektor SC10-1-2), zorganizowanym przez księdza Ferdynanda Machaya.  
Jego bratanek, również Andrzej (ur. 1931), jest pedagogiem, literatem, folklorystą i działaczem samorządowym.